# Full Moon (canção de Brandy)
"Full Moon" é uma canção gravada pela cantora e produtora musical norte-americana Brandy Norwood. Foi divulgada através da editora discográfica Atlantic a partir de 1 de Abril de 2002 como o segundo e penúltimo single do terceiro álbum de estúdio da intérprete, Full Moon (2002). A obra é fruto do trabalho de Mike City, responsável por ambas composição e produção musical, enquanto Norwood ficou encarregue dos arranjos vocais. Gravada em 2001 no estúdio The Record Plant na cidade de Los Angeles, é um tema contemporâneo urbana de ritmo acelerado com instrumentação dominada por piano.

## Antecedentes e concepção
Em Novembro de 1999, Norwood sofreu um colapso nervoso como resultado de um modo de vida insalubre e um relacionamento amoroso fracassado no qual passou por episódios de abuso emocional. Com receio da possibilidade de um terceiro álbum de estúdio não ser fiel ao sucesso dos seus lançamentos anteriores, a cantora tomou a decisão de passar por um hiato longo para que pudesse reflectir e observar a sua vida instrospectivamente a partir de outros pontos de vista. Foi apenas em meados de 2000 que a cantora começou a focar-se de novo na sua carreira artística, virando-se para Moesha, uma comédia de situação estrelada por si transmitida pela United Paramount Network (UPN) que foi eventualmente cancelada na primavera de 2001. Foi pouco tempo após isto que retornou a focar-se na carreira musical, contribuindo com canções para lançamentos como a banda sonora do filme de animação Osmosis Jones (2001), creditada por introduzir uma aresta "mais áspera e evocativa" da sua voz, que agora possuia um tom mais profundo e cálido com uma textura mais baixa e falsetto notavelmente mais forte. Além disso, foi na banda sonora de Osmosis Jones que Norwood trabalhou com o produtor musical Mike City, presidente da editora discográfica Unsung Entertainment, pela primeira vez. "Levou-lhe algum tempo a compreender as minhas ideias loucas, mas ele é incrível. Produziu-me muito bem," afirmou sobre a sua experiência de trabalho com ele.
Norwood começou a concepção de ideias para o seu terceiro álbum de estúdio com o pessoal da editora discográfica Atlantic no outono de 2000. Embora Rodney "Darkchild" Jerkins — o produtor musical principal de Never Say Never — já tivesse dado início à produção de vários temas para o novo projecto juntamente com a sua equipa, na esperança de recriar a química existente em Never Say Never, a cantora queria se certificar que desta vez teria mais controlo criativo no projecto, motivo pelo qual convocou reuniões com todos os compositores e músicos envolvidos para que pudessem discutir o conteúdo lírico a ser abordado no seu futuro álbum, bem como a sonoridade. Foi assim que Norwood acabou por recontactar Mike City, que viria a compor "Full Moon" em "duas ou três semanas, escrevendo um verso por dia." Embora ambos tenham criado várias composições, ficaram inseguros sobre se "Full Moon" acabaria por ser ou não inclusa no alinhamento de faixas final do álbum da artista, como esta canção tinha um estilo diferente do material previamente gravado até então. "Estou muito feliz que tenha [sido inclusa] porque realmente mostrou como eu me sentia musical e vocalmente [...] e eu consegui me relacionar às letras da canção," afirmou Norwood à respeito da faixa em entrevista à MTV News.

## Estrutura musical e conteúdo
Descrita pela intérprete como "gueto", "Full Moon" é fruto do trabalho solene de Mike City e foi uma de duas canções do álbum gravadas no estúdio Record Plant, localizado na cidade de Los Angeles, Califórnia. Musicalmente, é uma obra contemporânea urbana de ritmo acelerado com instrumentação dominada por piano. "... é pop e R&B ao mesmo tempo, [mas] tem muitos elementos nela," afirmou Norwood em entrevista à MTV News. As suas letras lidam com o amor à primeira vista em uma noite de lua cheia: "tudo pode acontecer uma [noite de] lua cheia. Naquela [canção] específica, eu estou na verdade a me apaixonar por alguém que acabei de conhecer." A vocalista canta sobre estar fascinada pela presença de um estranho em uma discoteca que visita frequentemente: "Since you walked up in the club / I've been giving you the eye". Ela então o persegue pelo lugar, sugerindo que a força gravitacional da lua cheia tenha provocado este lado carnal normalmente não demonstrado por si, à medida que canta "Must be a full moon / Feel like one of those nights."

## Lançamento
Ao fazer a selecção das faixas a serem inclusas no alinhamento de Full Moon, Norwood expressou desejo de ver a canção-título a ser divulgada como single, porém, sentia-se insegura. Após apresentá-la a Ryan Shapiro, presidente da editora Atlantic naquele momento, este afirmou à artista: "Parece que você sabia sobre o que estava a falar. 'Full Moon' é um êxito." Então, o tema foi enviado pela Atlantic às principais estações de rádio de música contemporânea e rítmica contemporânea norte-americanas a partir de 1 de Abril de 2002. Para a distribuição física, três formatos foram adoptados: um CD single que inclui versões diferentes da faixa e ainda o vídeo musical; um maxi single que incluiu "Die Without You", um dueto com Ray J, irmão mais novo da artista, e ainda remisturas de "What About Us?", o primeiro single de Full Moon; e um disco de vinil de doze polegadas com remisturas de "Full Moon".
"Full Moon" recebeu várias recebeu versões novas por outros artistas, incluindo remisturas co-produzidas pelos rappers norte-americanos Fat Joe e Twista, que aparecem em versões diferentes do Precision Remix, produzido por Glen Marchese. O duo de produção dinamarquês Cutfather & Joe produziram uma remistura da canção que colocou os vocais por cima do tema electro–funk "I.O.U." (1983), gravado pela banda britânica Freeez. Entretanto, Soulchild, membro do grupo de produção Gorillaz usou "Lookin' Up to You" (1982), do cantor de R&B norte-americano Michael Wycoff, enquanto o produtor Damien Mendis reconstruiu toda a canção em torno da instrumental de "I Want Your Love" (1979), canção disco da banda Chic.

## Desempenho nas tabelas musicais
| País — Tabela musical (2002)                          | Posição de pico |
| ----------------------------------------------------- | --------------- |
| Austrália — Top 100 Singles (ARIA Charts)             | 43              |
| Bélgica (Flandres) — Top 50 Singles (Ultratop)        | 46              |
| Bélgica (Valónia) — Top 50 Singles (Ultratop)         | 33              |
| União Europeia — Hot 100 Singles                      | 46              |
| França — Top Singles (SNEP)                           | 27              |
| Alemanha — Top 100 Singles (GfK Entertainment Charts) | 54              |
| Irlanda — Singles Top 50 (IRMA)                       | 38              |
| Itália — Top Singoli (FIMI)                           | 33              |
| Países Baixos — Stichting Nederlandse Top 40          | 2               |
| Países Baixos — Single Top 100 (MegaCharts)           | 51              |
| Roménia — Airplay 100 (Media Forest)                  | 45              |
| Escócia — Singles Sales Top 100 (OCC)                 | 35              |
| Suécia — Top Singles Top 100 (Sverigetopplistan)      | 53              |
| Suíça — Top Singles Top 75 (Schweizer Hitparade)      | 72              |
| Reino Unido — Official Singles Chart Top 100 (OCC)    | 15              |
| Reino Unido — R&B Singles Chart (OCC)                 | 4               |
| Estados Unidos — Billboard Hot 100                    | 18              |
| Estados Unidos — Hot Dance Singles Sales (Billboard)  | 2               |
| Estados Unidos — Hot R&B/Hip-Hop Songs (Billboard)    | 16              |
| Estados Unidos — Mainstream Top 40 (Billboard)        | 20              |
| Estados Unidos — Rhythmic Songs (Billboard)           | 11              |

| País — Tabela musical (2002)                       | Posição |
| -------------------------------------------------- | ------- |
| Estados Unidos — Billboard Hot 100                 | 89      |
| Estados Unidos — Hot R&B/Hip-Hop Songs (Billboard) | 69      |